# Procephalothrix spiralis
Procephalothrix spiralis är en djurart som tillhör fylumet slemmaskar, och som först beskrevs av Ernest F. Coe 1930.  Procephalothrix spiralis ingår i släktet Procephalothrix och familjen Cephalothricidae. Inga underarter finns listade i Catalogue of Life.